# نحن نعيش في الزمن
نحن نعيش في الزمن (بالإنجليزية: We Live in Time)‏ هو فيلم درامي كوميدي رومانسي صدر عام 2024 من إخراج جون كرولي وكتابة نيك باين. يتناول الفيلم علاقة الزوجين (أندرو غارفيلد وفلورنس بيو) على مدار عقد من الزمان. يستخدم الفيلم أسلوب السرد غير الخطي.

## القصة
كان ممثل شركة Weetabix توبياس دوراند يتجول في الطريق أثناء شرائه قلمًا لتوقيع أوراق الطلاق التي قدمتها له زوجته، وصدمته سيارة يقودها ألمات برول، وهو متزلج فني سابق تحول إلى طاهٍ يقدم المأكولات البافارية المختلطة. في المستشفى، عرضت ألموت على توبياس وزوجته تناول وجبة في المطعم الذي تعمل فيه، على الرغم من أن توبياس لم يكشف لها عن طلاقه. في ليلة عشائه، يذهب توبياس، المنفصل الآن، إلى المطعم بمفرده، ويبلغ ألموت بطلاقه. يذهب الاثنان إلى شقة ألموت بعد العشاء ويمارسان الجنس. وينتقلون للعيش معًا بعد فترة وجيزة.
وبعد أشهر، يعرب توبياس لألموت عن رغبته في تكوين أسرة معها وأنه بدأ يقع في حبها. وهي ترفضه بقسوة، ويغادر دون أن يقول كلمة واحدة. لاحقًا، في حفل استقبال مولود لأحد زملاء ألموت في العمل، يتسلل توبياس ويعتذر لألموت عن تسرعه بينما ينتقد الطريقة التي ردت بها عليه أمام جميع الضيوف. ويعترف لها مرة أخرى بحبه ويتصالحان.
تكتشف ألمات أنها مصابة بسرطان المبيض وتشرح لتوبياس أن طبيبها النسائي أوصى بإجراء عملية استئصال الرحم لمنع تفاقم السرطان. على الرغم من أن توبياس ينوي احترام قرار ألموت، إلا أنها اختارت التخلي عن العلاج حتى يشفى السرطان في النهاية. بعد محاولات عديدة متلاحقة لإنجاب طفل، يشعر توبياس وألموت بالسعادة عندما تصبح حاملاً. في ليلة رأس السنة الجديدة، أنجبت طفلة في حمام محطة بنزين بعد أن علقت سيارتها مع توبياس في حركة المرور في طريقهما إلى المستشفى.
وبعد مرور ثلاث سنوات تقريبًا، بدأت ألموت، التي أصبحت الآن رئيسة الطهاة في مطعمها الخاص رفيع المستوى، وانتقلت مع عائلتها إلى كوخ صغير ومزرعة، تشعر بآلام في خصرها. عند الأطباء، علم ألموت وتوبياس أن سرطانها قد تقدم إلى المرحلة الثالثة، وأنها ستحتاج إلى البدء في العلاج الكيميائي في أقرب وقت ممكن قبل إجراء أي عملية جراحية لإزالة الورم، على الرغم من عدم وجود ضمان للبقاء على قيد الحياة. وتقترح ألموت، التي تتردد في الخضوع للعلاج مرة أخرى، أن تعيش "ستة إلى ثمانية أشهر مذهلة" بدلاً من قضاء الأشهر الأخيرة المحتملة من حياتها مريضة وفي عذاب. يشرحان الوضع لابنتهما الصغيرة إيلا. بعد أن عرض توبياس أخيرًا الزواج على ألموت، قررت الخضوع للعلاج.
في نفس وقت تشخيص مرضها تقريبًا، تمت دعوة ألموت من قبل زميلها سيمون للمشاركة في مسابقة بوكوز دور، وهي مسابقة طبخ مرموقة. على الرغم من تعارض تدريبها مع علاجاتها وزفافها، فإنها توافق على المنافسة؛ وتفوز ألموت ومساعدتها جاد بالاختيارات في المملكة المتحدة وتصلان إلى النهائيات، التي تقام في إيطاليا في يوم حفل زفاف ألموت وتوبياس المقترح. عند اكتشاف ذلك، يوبخها توبياس بغضب لاختيارها المنافسة على حياتها وعائلتها، وترد ألموت بأنها تفضل أن تتذكرها ابنتها كطاهية ماهرة بدلاً من مجرد شخص شاهدته يمرض ويموت. يقرر إلغاء حفل زفافهما على مضض ويتفق مع ألموت على مواصلة التدريب للنهائيات.
في إيطاليا، في شهر يونيو، يحضر توبياس وإيلا نهائيات مسابقة بوكوز دور ويشاهدان ألموت وهي تطبخ. وبينما تصبح أضعف، وتبدأ في التعثر في نهاية تقديم الطبق الأخير، تسمح لجيد بالسيطرة، وينتهيان بنجاح في الوقت المحدد. يغادر ألموت على الفور مع توبياس وابنتهما بعد ذلك ويذهبون للتزلج في حلبة التزلج على الجليد القريبة.
وبعد مرور بعض الوقت، عاد توبياس وإيلا إلى المنزل من قن الدجاج بمفردهما برفقة كلبهما الجديد، الذي كان ألموت وتوبياس يفكران في شرائه لإيلا لمساعدتها نفسياً في حالة وفاة والدتها. ثم يقوم توبياس بتعليم ابنته كيفية كسر البيضة، تمامًا كما علمته أمها.

## طاقم التمثيل
- أندرو غارفيلد بدور توبياس دوراند[8]
- فلورنس بيو بدور ألموت برول

- جريس ديلاني بدور إيلا
- لي برايثوايت بدور جاد
- أويف هيندز بدور سكاي
- آدم جيمس بدور سيمون ماكسون
- دوجلاس هودج بدور ريجينالد دوراند
- إيمي مورجان بدور ليا
- نيام كوزاك بدور سيلفيا
- لوسي برايرز بدور الدكتورة كيري ويفر
- روبرت بولتر بدور الدكتور هيرنانديز
- نيكيل بارمار بدور سانجاي
- كيري جودليمان بدور جين
- هذر كراني بدور بوفي جونز
- ماراما كورليت بدور أدريان دوفال

## روابط خارجية
- نحن نعيش في الزمن على موقع IMDb (الإنجليزية)
- نحن نعيش في الزمن على موقع ميتاكريتيك (الإنجليزية)
- نحن نعيش في الزمن على موقع روتن توميتوز (الإنجليزية)
- نحن نعيش في الزمن على موقع ألو سيني (الفرنسية)
- نحن نعيش في الزمن على موقع فيلمافينيتي (الإسبانية)
- نحن نعيش في الزمن على موقع قاعدة بيانات الأفلام السويدية (السويدية)
- نحن نعيش في الزمن على موقع قاعدة بيانات الفيلم (الإنجليزية)
- نحن نعيش في الزمن على موقع ليتربوكسد (الإنجليزية)
- نحن نعيش في الزمن على موقع كينوبويسك (الروسية)